# Mamałyha
Mamałyha (ukr. Мамалига; rum. Mămăliga; ros. Мамалыга, Mamałyga) – wieś na Ukrainie, w obwodzie czerniowieckim, w rejonie dniestrzańskim, nad Prutem.
Liczy 2589 mieszkańców, głównie Mołdawian i Rumunów.
We wsi znajduje się ukraińsko-mołdawskie przejście graniczne Mamałyha−Criva, przez które przebiegają droga krajowa N10 (łącząca się tu z drogą międzynarodową M14) oraz linia kolejowa Czerniowce – Ocnița ze stacją Mamałyha. Na południe od miejscowości przepływa rzeka Prut.

## Historia
Mamałyha była częścią okręgu chocimskiego w Hospodarstwie Mołdawskim. Na podstawie pokoju w Bukareszcie kończącego wojnę rosyjsko-turecką wraz z całą Besarabią znalazła się w Imperium Rosyjskim (1812). Do 1918 r. w. znajdowała się w ujeździe chocimskim guberni besarabskiej. W l. 1918–1940 i 1941–1944 w Królestwie Rumunii (okręg Județul Hotin). W l. 1940–1941 i 1944–1991 w Ukraińskiej SRR, a następnie w niepodległej Ukrainie. Do 2020 w rejonie nowosielickim.